# 小川良成
小川良成（1966年11月2日—），日本的男子職業摔角選手。出道於1985年，以冷靜機智破解對手招式及一發逆轉戰勝對手聞名。至1998年以來跟三澤光晴組成長久的雙打隊伍，並曾以次重量級的等級奪得GHC重量級冠軍。

## 生平
小川良成出生於茨城縣北相馬郡取手町（現：取手市）。 因中學時崇拜三澤光晴而加入全日本摔角，後以沉著、冷靜、快速的擂台風格走紅摔角界，擁有許多女性粉絲。

## 主要經歷

### 1984年
- 7月上旬入門全日本摔角，入門當天首次遇見當時即將成為第2代虎面的三澤光晴，因而視三澤為偶像。
- 剛入門時即擔任天龍源一郎的跟班。

### 1985年
- 9月3日，於岩手縣宮古站前廣場停車場特別競賽對抗笹崎伸司後出道。

### 1987年
- 加入天龍源一郎的「天龍同盟」，當時以天龍為中心，除了小川之外，還有阿修羅原、川田利明、冬木弘道(當時以Samson冬木作為擂台名)。

### 1990年
- 4月7日，天龍同盟解散後回到全日本正規軍，天龍源一郎於4月26日退出全日本。
- 巨無霸鶴田拔擢田上明為搭檔後，與田上加入鶴田的「正規軍」(又稱鶴田軍)，與外國人選手及三澤光晴的超世代軍展開對抗。
- 和當時隸屬超世代軍的菊地毅同為次重量級選手，兩人多次激烈交鋒，彼此之間也有競爭意識。

### 1993年
- 1月24日，和秋山準搭檔挑戰第59代亞洲雙打冠軍小橋健太、菊地毅組，挑戰失敗。
- 4月21日，川田利明脫離超世代軍，與田上明組成聖鬼軍之後，加入聖鬼軍，與外國人選手及三澤光晴的超世代軍展開對抗。

### 1995年
- 9月10日，挑戰第13代世界重量級冠軍丹尼·科洛伐特，挑戰成功，成為第14代世界重量級冠軍。

### 1996年
- 3月2日，接受菊地毅的世界次重量級冠軍挑戰，防衛成功。
- 6月30日，接受淵正信的世界次重量級冠軍挑戰，防衛失敗失去王座。

### 1997年
- 1月17日，挑戰第16代世界次重量級冠軍菊地毅，挑戰成功，成為第17代世界次重量級冠軍。
- 8月22日，接受馬那蓋亞·莫斯曼(即後來的太陽蓋亞)的世界次重量級冠軍挑戰，防衛失敗失去王座。

### 1998年
- 7月19日，第18代世界次重量級冠軍馬那蓋亞·莫斯曼轉型為重量級選手並於6月歸還頭銜後，參加世界次重量級冠軍決定聯盟戰，獲得優勝，成為第19代世界次重量級冠軍。
- 9月11日，三澤光晴與超世代軍最後的成員秋山準解除雙打關係，超世代軍解散後，受到三澤拔擢成為雙打搭檔，隊名為「UNTOUCHABLE」，當時成員還有丸藤正道、池田大輔、垣原賢人。因為當時巨人馬場將比賽卡司安排權交給三澤，所以被認為是「三澤革命」。
- 10月4日，首度和三澤光晴搭檔出賽，對戰田上明，本田多聞組，從田上奪下壓制勝。
- 11月，和三澤光晴搭檔參加世界雙打聯盟戰，獲得第5名。

### 1999年
- 1月15日，接受垣原賢人的世界次重量級冠軍挑戰，防衛成功。
- 2月13日，巨人馬場逝世後的第1個大會和三澤光晴、垣原賢人搭檔參加一日限定6人雙打淘汰賽，第1輪擊敗馳浩、大森隆男、高山善廣組，決賽敗給小橋健太、秋山準、志賀賢太郎組。
- 3月6日，和三澤光晴搭檔挑戰第36代世界雙打冠軍小橋健太、秋山準組，是首度挑戰世界雙打冠軍頭銜，挑戰失敗。
- 8月25日，和三澤光晴搭檔挑戰第38代世界雙打冠軍與第66代亞洲雙打冠軍大森隆男、高山善廣組，挑戰成功，成為第39代世界雙打冠軍及第67代亞洲雙打冠軍，此時與三澤光晴兩人包辦全日本所有冠軍頭銜及10條冠軍腰帶(三冠重量級3條、世界次重量級1條、世界雙打4條、亞洲雙打2條)。
- 10月23日，和三澤光晴搭檔接受小橋健太、秋山準組的世界雙打冠軍挑戰，防衛失敗失去王座。
- 11月，和三澤光晴搭檔搭檔參加世界雙打聯盟戰，與強尼·艾斯、巴特·剛恩組及貝達、強尼·史密斯組並列第3名。

### 2000年
- 4月15日，成為三澤光晴的搭檔後首度與三澤單打對決，敗北。
- 6月9日，和三澤光晴搭檔參加第42代世界雙打冠軍決定淘汰賽，於第1輪敗給大森隆男、高山善廣組。
- 6月13日，三澤光晴宣布退出全日本，並於6月16日宣布組成新團體後，跟隨三澤脫離全日本摔角加入NOAH摔角，並繳回世界次重量級冠軍頭銜。

### 2001年
- 4月4日，參加初代GHC重量級冠軍決定淘汰賽，3月21日第1輪擊敗井上雅央，第2輪敗給三澤光晴。
- 10月17日，和三澤光晴搭檔參加初代GHC雙打冠軍決定淘汰賽，第1輪輪空，10月12日第2輪擊敗大森隆男、大谷晉二郎組，準決賽敗給秋山準、齋藤彰俊組。
- 11月30日，和三澤光晴搭檔挑戰初代GHC雙打冠軍貝達、天蠍星組，挑戰成功，成為第2代GHC雙打冠軍。
- 12月9日，和三澤光晴搭檔接受大森隆男、高山善廣組的GHC雙打冠軍挑戰，防衛失敗失去王座。

### 2002年
- 1月16日，在前幾天1月5日及1月12日的比賽均與三澤光晴有衝突的情況下，和三澤、丸藤正道搭檔對戰秋山準、齋藤彰俊、金丸義信組，比賽中突然將三澤推向秋山讓秋山使出內背摔並和秋山握手，但之後又攻擊秋山並取得壓制勝，比賽結束後與三澤握手，這場比賽被稱為「小川魔術」，「WAVE」與「STERNNESS」兩軍團的成員在比賽結束後衝進場內形成大亂鬥。
- 4月7日，挑戰第2代GHC重量級冠軍秋山準，挑戰成功，以次重量級姿態奪得第3代GHC重量級冠軍，並防衛成功2次。
- 4月14日，於冬木弘道引退賽中和冬木弘道、三澤光晴搭檔，對戰田上明、井上雅央、菊地毅組，獲勝。
- 5月26日，接受田上明的GHC重量級冠軍挑戰，防衛成功。
- 7月26日，接受力皇猛的GHC重量級冠軍挑戰，防衛成功，賽後指名高山善廣當下次的挑戰者。
- 9月7日，接受高山善廣的GHC重量級冠軍挑戰，防衛失敗失去王座。
- 12月7日，挑戰第5代GHC重量級冠軍三澤光晴，挑戰失敗。

### 2003年
- 11月1日，挑戰第6代GHC重量級冠軍小橋建太，是最後一次挑戰重量級單打頭銜，挑戰失敗。

### 2004年
- 1月10日，和三澤光晴搭檔挑戰第7代GHC雙打冠軍永田裕志、棚橋弘至組，挑戰成功，順利將腰帶從新日本奪回並成為第8代GHC雙打冠軍，並防衛成功一整年。
- 4月3日，以時任GHC雙打冠軍姿態和鈴木鼓太郎搭檔挑戰初代GHC次重量級雙打冠軍丸藤正道、KENTA組，被丸藤以不知火擊敗，挑戰失敗，丸藤、KENTA組同時取得挑戰GHC雙打冠軍的資格。
- 4月25日，和三澤光晴搭檔接受時任初代GHC次重量級雙打冠軍丸藤正道、KENTA組的GHC雙打冠軍挑戰，防衛成功，報了在GHC次重量級雙打頭銜戰敗北的一箭之仇。
- 7月10日，和三澤光晴搭檔接受全日本武藤敬司、太陽蓋亞組的GHC雙打冠軍挑戰，防衛成功。
- 9月10日，和三澤光晴搭檔接受齋藤彰俊、井上雅央組的GHC雙打挑戰，防衛成功。
- 10月24日，和三澤光晴搭檔接受田上明、佐野巧真組的GHC雙打挑戰，防衛成功。
- 12月4日，和三澤光晴搭檔接受麥克·摩迪斯特、多諾芬·摩根組的GHC雙打挑戰，防衛成功。

### 2005年
- 1月23日，和三澤光晴搭檔接受天蠍星、道格·威廉斯組的GHC雙打冠軍挑戰，防衛失敗失去王座。
- 6月5日，天龍源一郎參戰NOAH後首度與天龍對決，與理查·史林格搭檔對戰天龍、川畑輝鎮組，獲勝，比賽中雙方互丟椅子，比賽結束後仍不斷相互叫囂。
- 7月18日，首度與天龍源一郎單打對決，賽前放話要讓這場比賽成為天龍的引退比賽，最後敗北。被天龍用「可愛的後輩」稱呼。

### 2006年
- 8月26日，於三澤光晴出道25周年紀念比賽擔任三澤的搭檔，對戰本田多聞、菊地毅組，獲勝。

### 2011年
- 3月5日，和瑞奇·馬爾芬(Ricky Marvin)搭檔挑戰第13代GHC次重量級雙打冠軍丸藤正道、青木篤志組，挑戰失敗。

### 2013年
- 12月7日，和札克·賽柏二世(Zack Sabre Jr.)搭檔挑戰第18代GHC次重量級雙打冠軍 獸神萊卡、第4代虎面組，挑戰成功，順利將腰帶從新日本奪回並成為第19代GHC次重量級雙打冠軍。

### 2014年
- 3月21日，和札克·賽柏二世(Zack Sabre Jr.)搭檔接受石森太二、小峠篤司組的GHC次重量級雙打冠軍挑戰，防衛失敗失去王座。
- 4月12日，和札克·賽柏二世(Zack Sabre Jr.)搭檔挑戰第20代GHC次重量級雙打冠軍石森太二、小峠篤司組，挑戰成功，順利奪回王座並成為第21代GHC次重量級雙打冠軍。
- 7月5日，和札克·賽柏二世(Zack Sabre Jr.)搭檔接受前任冠軍石森太二、小峠篤司組的GHC次重量級雙打冠軍挑戰，防衛失敗，石森、小峠組順利奪回王座。

### 2018年
- 3月11日，和田中稔搭檔挑戰第32代GHC次重量級雙打冠軍石森太二、Hi69組，挑戰成功，成為第33代GHC次重量級雙打冠軍，但因為覺得打贏即將退團的選手(石森)沒有意思(選手退團一般本來就會繳回該團體的頭銜)而歸還頭銜。

### 2019年
- 2月24日，和鈴木鼓太郎搭檔挑戰第35代GHC次重量級雙打冠軍大原甫、熊野準組，挑戰成功，成為第36代GHC次重量級雙打冠軍。
- 6月13日，和鈴木鼓太郎搭檔參加日本電視台G+盃次重量級雙打聯盟戰，獲得優勝。
- 9月23日，和鈴木鼓太郎搭檔接受大原甫、NOSAWA論外組的GHC次重量級雙打冠軍挑戰，防衛成功。
- 10月3日，和鈴木鼓太郎搭檔接受原田大輔、タダスケ(Tadasuke)的GHC次重量級雙打冠軍挑戰，因雙方場外出局而防衛成功。
- 11月2日，和鈴木鼓太郎搭檔再次接受原田大輔、タダスケ(Tadasuke)的GHC次重量級雙打冠軍挑戰，防衛失敗失去王座。

### 2020年
- 1月4日，挑戰第40代GHC次重量級冠軍HAYATA，挑戰成功，成為第41代GHC次重量級冠軍。
- 4月19日，接受鈴木鼓太郎的GHC次重量級冠軍挑戰，防衛失敗失去王座。
- 5月10日，因第39代GHC次重量級雙打冠軍HAYATA & YO-HEY組解除雙打組合歸還頭銜，與HAYATA搭檔對戰YO-HEY、タダスケ組，獲勝，成為第40代GHC次重量級雙打冠軍。
- 8月4日，在NOAH創團20周年紀念比賽和丸藤正道、杉浦貴搭檔，對戰潮崎豪、清宮海斗、鈴木鼓太郎組，獲勝。
- 10月11日，和HAYATA搭檔接受原田大輔、小峠篤司組的GHC次重量級雙打冠軍挑戰，防衛失敗失去王座。
- 11月22日，和HAYATA搭檔挑戰第41代GHC次重量級雙打冠軍原田大輔、小峠篤司組，挑戰成功，成功奪回頭銜並成為第42代GHC次重量級雙打冠軍。
- 12月6日，和HAYATA搭檔接受鈴木鼓太郎、サルバヘ・デ・オリエンテ組的GHC次重量級雙打冠軍挑戰，因オリエンテ背叛鼓太郎而防衛成功。オリエンテ脫掉面具以本名進祐哉加入小川、HAYATA的「STINGER」軍團。

### 2021年
- 1月16日，和HAYATA搭檔接受「金剛」軍團霸王、仁王組的GHC次重量級雙打冠軍挑戰，防衛成功。
- 2月12日，和HAYATA搭檔接受鈴木鼓太郎、日高郁人組的GHC次重量級雙打冠軍挑戰，防衛成功。
- 3月21日，和HAYATA搭檔接受原田大輔、宮脇純太組的GHC次重量級雙打冠軍挑戰，防衛成功。
- 4月29日，和HAYATA搭檔接受日高郁人、NOSAWA論外組的GHC次重量級雙打冠軍挑戰，防衛成功。
- 5月31日，和HAYATA搭檔接受原田大輔、大原甫組的GHC次重量級雙打冠軍挑戰，防衛失敗失去王座。
- 11月28日，和HAYATA搭檔挑戰第46代GHC次重量級雙打冠軍NOSAWA論外、Eita組，因對手場外出局而挑戰成功，成為第47代GHC次重量級雙打冠軍。

### 2022年
- 1月1日，挑戰第46代GHC次重量級冠軍HAYATA，挑戰失敗。
- 1月4日，和HAYATA搭檔接受YO-HEY、鈴木鼓太郎組的GHC次重量級雙打冠軍挑戰，防衛成功。
- 1月8日，參戰新日本的「WRESTLE KINGDOM 16」大會和丸藤正道搭檔，對戰曾經隸屬NOAH的金丸義信與曾經是雙打搭檔的札克·賽柏二世(Zack Sabre Jr.)組合，獲勝。
- 1月19日，因確診2019冠狀病毒疾病無法出賽而被GHC頭銜管理委員會剝奪GHC次重量級雙打冠軍頭銜，次日接受採訪時對此大表不滿。
- 4月29日，和克里斯·里奇威搭檔挑戰第49代GHC次重量級雙打冠軍小峠篤司、YO-HEY組，挑戰成功，成為第50代GHC次重量級雙打冠軍。
- 5月21日，和克里斯·里奇威搭檔接受同軍團吉岡世起、進祐哉組的GHC次重量級雙打冠軍挑戰，並以輸掉比賽即退出STINGER為賭注，最後因PERROS DEL MAL DE JAPON軍團亂入而形成無效比賽。結果頭銜不移動，王者組也不算防衛成功。
- 6月7日，和吉岡世起、進祐哉搭檔挑戰第78代オープン・ザ・トライアングル・ゲート(Open the Triangle Gate，為DRAGON GATE所屬頭銜)王者NOSAWA論外、Eita、鈴木鼓太郎組，挑戰成功，成為第79代冠軍，同時也是出道36年以來首度獲得非所屬團體的冠軍頭銜。
- 6月8日，和吉岡世起、進祐哉搭檔接受原田大輔，小峠篤司、YO-HEY組的オープン・ザ・トライアングル・ゲート王座挑戰，防衛失敗失去王座，只當了一天的冠軍。比賽中遭進誤擊的吉岡於賽後脫離STINGER。
- 9月3日，和克里斯·里奇威搭檔接受Eita、鈴木鼓太郎組的GHC次重量級雙打冠軍挑戰，防衛成功。
- 9月25日，和克里斯·里奇威搭檔接受小峠篤司、吉岡世起組的GHC次重量級雙打冠軍挑戰，防衛失敗失去王座。

### 2023年
- 1月1日，和Eita搭檔挑戰第54代GHC次重量級雙打冠軍YO-HEY、Kzy組，挑戰成功，成為第55代GHC次重量級雙打冠軍。
- 2月12日，和Eita搭檔接受宮脇純太、亞烈破的GHC次重量級雙打冠軍挑戰，防衛成功。
- 3月19日，和Eita搭檔接受HAYATA、克里斯·里奇威組的GHC次重量級雙打冠軍挑戰，防衛成功。

### 2024年
- 8月13日，因頸部傷勢自認很難繼續當選手，宣布引退，並婉拒任何引退儀式或活動。

## 曾獲得頭銜

### 全日本職業摔角
- 世界雙打王座：第39代（與三澤光晴搭檔）。
- 世界次重量級王座 : 第14代・第17代・第19代。
- 亞洲雙打王座：第67代（與三澤光晴搭檔）。

### NOAH
- GHC重量級王座 : 第3代。
- GHC雙打王座 : 第2代・第8代（搭檔皆為三澤光晴）。
- GHC次重量級雙打王座 : 第19代・第21代（搭檔皆為Zack Sabre Jr.）第33代（搭檔皆為田中稔）第36代（搭檔皆為鈴木鼓太郎）第40代・第42代・第47代（搭檔皆為HAYATA）第50代（搭檔皆為克里斯·里奇威）第55代（搭檔皆為Eita）。
- GHC次重量級王座 : 第41代。
- 全球次重量級雙打公式戰優勝 : 2019年搭檔為鈴木鼓太郎。

### DRAGON GATE
- OPEN THE TRIANGLE GATE：第79代（搭檔為吉岡世起、進祐哉）。

### 職業摔角大賞
- 1996年 技能賞

## 軼事
- 私底下女人緣極好，與男性友人交情也很好，常被戲稱為「花花公子」。但至今仍是單身。
- 喜歡在比賽所穿的運動緊身褲上繡上名字或各種標語，除了最基本的名字「OGAWA」及「YOSHINARI OGAWA」外，還寫過「OGAWA LOVE」，有時會加上愛心圖案；成為第3代GHC重量級冠軍後曾經寫過「GHC CHAMP」。
- 英語造詣非常好，與外國選手如理查·史林格(Richard Slinger（日语：リチャード・スリンガー）) 等關係很好。
- 曾在1984年7月想退出摔角界，但因碰上海外修行回國的三澤光晴，並得到三澤的鼓勵後留下。據川田利明於自傳中表示是被父親押回來的。
- 在與三澤光晴初組雙打隊伍接受訪問時，當面對三澤說出「其實我中學就很崇拜你」的話。起初對於成為三澤的搭檔不太有自信，也一度懷疑有沒有辦法跟重量級選手抗衡，但在三澤的指導下逐漸打出屬於自己的風格。
- 除了三澤光晴之外，也非常尊敬炸藥小子。
- 設計過NOAH許多選手的入場服裝造型。
- 2002年4月7日在挑戰第2代GHC重量級冠軍秋山準前被挑釁說 「我將在5分鐘內擊敗你」的話，但反而只打了4分20秒，就在秋山要使出決勝招式鎖單臂式內背摔時突然切換為小包固定取得壓制勝，奪下GHC重量級王座，賽後對著秋山道出「我已在5分鐘內擊敗你」。

## 常見招式
- 快速臉部攻擊
- 小包式固定
- 戳眼攻擊
- 扣首震擊
- 足部四字形固定壓制
- 延髓斬
- 腹部踹擊+延髓斬
- DDT
- 反擊式DDT
- 岩石落下技
- 固定式岩石落下技
- 雪崩式岩石落下技
- 虎型螺絲坐擊
- 雙人式虎型螺絲坐擊（與三澤光晴的合體技）
- 二段式綠寶石（與三澤光晴的合體技）

## 入場曲
「Never Give Me Up」（小川美由希）（全日本時代）
「Scum Of The Earth」（NOAH旗揚~2006年3月）
「New Civilization Of Massive Destruction」（2006年4月之後）